# Tyne and Wear
Tyne and Wear er et county i Nordøstengland ved udmundningen af floderne Tyne-floden og Wear-floden. Det blev oprettet som et county i 1974 efter vedtagelsen af Local Government Act 1972. Det består af fem delområder: South Tyneside, North Tyneside, Newcastle upon Tyne, Gateshead og City of Sunderland.
54°58′26″N 1°36′48″V / 54.974°N 1.6132°V